# Stephen Daldry
Stephen Daldry CBE (Dorset, Inglaterra, 2 de maio de 1960) é um diretor teatro e cineasta britânico.

## Prêmios, indicações e nomeações

### Oscar
| Ano  | Categoria      | Filme        | Resultado |
| ---- | -------------- | ------------ | --------- |
| 2001 | Melhor Diretor | Billy Elliot | Indicado  |
| 2003 | Melhor Diretor | The Hours    | Indicado  |
| 2009 | Melhor Diretor | The Reader   | Indicado  |

## Carreira
Seu primeiro longa-metragem, Billy Elliot, de orçamento modesto (US$ 4,5 milhões), recebeu três indicações para o Óscar (melhor direção, atriz coadjuvante e roteiro original), tornando Daldry, então com 41 anos, famoso da noite para o dia.
Nos Estados Unidos, o filme arrecadou mais de US$ 17 milhões com a história do menino britânico que, contrariando a tradição familiar de dedicar-se ao boxe e às minas de carvão, decide ser bailarino.
Em 2002, dirigiu o filme As Horas, adaptação do romance homônimo, que valeu o prêmio Pulitzer ao autor Michael Cunningham e o Óscar de melhor atriz para Nicole Kidman  que abordava a vida da escritora Virginia Woolf e uma das suas personagens Mrs. Dalloway.
Em 2008 produziu O Leitor (The Reader, no original), filme pelo qual, mais uma vez, foi indicado ao Oscar de Melhor Direção. Pelo mesmo filme, Kate Winslet venceu o Oscar de Melhor Atriz em 2009.
Em 2018, venceu o Emmy do Primetime de Melhor Direção em Série Dramática por The Crown, pelo episódio Paterfamilias. Em 2021, venceu novamente o Emmy do Primetime por The Crown, desta vez como produtor executivo da série.

## Filmografia
- 1998: Eight (curta-metragem)
- 2000: Billy Elliot
- 2002: The Hours (br / pt: As Horas)
- 2008: The Reader
- 2011: Extremely Loud and Incredibly Close
- 2014: Trash (Br/Pt: Trash - a esperança vem do lixo)
- 2019: Wicked [3]